# میلن گاماکوف
میلن گاماکوف (بلغاری: Милен Гамаков؛ زادهٔ ۱۲ آوریل ۱۹۹۴) بازیکن فوتبال اهل بلغارستان است.
از باشگاه‌هایی که در آن بازی کرده است می‌توان به باشگاه فوتبال لخیا گدانسک، باشگاه فوتبال طراز، و باشگاه فوتبال بوتو پلوودیو اشاره کرد.